# Pilulina
Pilulina, en ocasiones erróneamente denominado Arpilum, es un género de foraminífero bentónico de la subfamilia Pilulininae, de la familia Saccamminidae, de la superfamilia Saccamminoidea, del suborden Saccamminina y del orden Astrorhizida. Su especie tipo es Pilulina jeffreysii. Su rango cronoestratigráfico abarca el Holoceno.

## Discusión
Clasificaciones previas incluían Pilulina en la superfamilia Astrorhizoidea, así como en el suborden Textulariina del orden Textulariida.

## Clasificación
Pilulina incluye a las siguientes especies:
- Pilulina antiqua
- Pilulina arenacea
- Pilulina argentea
- Pilulina jeffreysii
- Pilulina ovata
- Pilulina sylhetensis